# Jakub Štěrba
Jakub Štěrba (* 11. Juli 1996 in Ivančice) ist ein tschechischer Handballspieler.

## Karriere
Er begann das Handballspielen in seiner Heimatstadt Ivancice. In Tschechien spielte er für den Erstligisten TJ Sokol Nové Veselí. 2019 wechselte er zum deutschen Zweitligisten TSV Bayer Dormagen. Ab Sommer 2023 stand er beim Erstligaabsteiger ASV Hamm-Westfalen unter Vertrag. Zur Saison 2025/26 wechselte er zum Bundesligisten GWD Minden.
Štěrba steht im Kader der tschechischen Nationalmannschaft. Er stand im Kader für die Europameisterschaft 2024 und belegte mit Tschechien den 15. Platz. Bei der Weltmeisterschaft 2025 warf er vier Tore in fünf Spielen und kam mit der Auswahl auf den 19. Rang.